# Cantone di Limoux
Il Cantone di Limoux è una divisione amministrativa dell'arrondissement di Limoux.
A seguito della riforma approvata con decreto del 21 febbraio 2014, che ha avuto attuazione dopo le elezioni dipartimentali del 2015, è passato da 23 a 35 comuni.

## Composizione
I 23 comuni facenti parte prima della riforma del 2014 erano:
- Alet-les-Bains
- Ajac
- La Bezole
- Bouriège
- Bourigeole
- Castelreng
- Cépie
- Cournanel
- La Digne-d'Amont
- La Digne-d'Aval
- Festes-et-Saint-André
- Gaja-et-Villedieu
- Limoux
- Loupia
- Magrie
- Malras
- Pauligne
- Pieusse
- Saint-Couat-du-Razès
- Saint-Martin-de-Villereglan
- Tourreilles
- Véraza
- Villelongue-d'Aude

Dal 2015 i comuni appartenenti al cantone sono i seguenti 35:
- Ajac
- Alet-les-Bains
- Belcastel-et-Buc
- La Bezole
- Bouriège
- Bourigeole
- Castelreng
- Caunette-sur-Lauquet
- Cépie
- Clermont-sur-Lauquet
- Cournanel
- La Digne-d'Amont
- La Digne-d'Aval
- Festes-et-Saint-André
- Gaja-et-Villedieu
- Gardie
- Greffeil
- Ladern-sur-Lauquet
- Limoux
- Loupia
- Magrie
- Malras
- Pauligne
- Pieusse
- Pomas
- Saint-Couat-du-Razès
- Saint-Hilaire
- Saint-Martin-de-Villereglan
- Saint-Polycarpe
- Tourreilles
- Véraza
- Villar-Saint-Anselme
- Villardebelle
- Villebazy
- Villelongue-d'Aude